# Anna, Princesa Reial i d'Orange
Anna del Regne Unit, també coneguda com a Anna de Hannover (Hannover (Alemanya), 2 de novembre de 1709 - La Haia, 12 de gener de 1759). Era la segona filla del rei de la Gran Bretanya Jordi II (1683-1760) i de Carolina de Brandenburg-Ansbach (1683-1737) 
Va néixer al palau de Herrenhausen, i quan el seu avi Jordi Lluís de Brunsvic-Luneburg accedeix al tron de la Gran Bretanya sota la denominació de Jordi I, la família de l'Anna, que aleshores tenia cinc anys, es traslladà a viure a Anglaterra. El 30 d'agost de 1727 el seu pare, ja coronat rei, li concedeix el títol de Princesa Reial.

escut de la casa de Hanover

## Matrimoni i fills
El 25 de març de 1734 es va casar a la capella reial del Palau de Saint James, a Londres, amb el Princep Reial Guillem IV d'Orange-Nassau (1711-1751), fill de Joan Guillem d'Orange-Nassau (1687-1711) i de Maria Lluïsa de Hessen-Kassel (1688-1765). El matrimoni va tenir cinc fills: 
- Príncep hereu nascut mort 1735
- Una filla nascuda morta (1736)
- Una filla nascuda morta (1739)
- Carolina d'Orange-Nassau (1743-1787), casada amb el príncep Carles Cristià de Nassau-Weilburg (1735-1788).
- Anna Maria d'Orange-Nassau (1746)
- Guillem V d'Orange-Nassau (1748-1806), casat amb la princesa Guillemina de Prússia (1751-1820).

## Regència
Quan el seu marit va morir el 1751, Anna va ser nomenada regent del seu fill Guillem, que tenia només 3 anys, càrrec que va exercir fins a la seva mort. Inicialment, el seu govern es va caracteritzar per la prudència, però més tard esdevingué tirànica i capriciosa. Els rics comerciants d'Amsterdam no volien anar a la guerra pels interessos de Gran Bretanya, i juntament amb les garanties donades per Lluís XV de França, que no volia multiplicar els seus enemics, i que van ser els prussians els que van trencar la pau, va fer possible que Pieter Steyn declarés la República neutral en la Guerra dels Set Anys. Després de la seva mort la regència va ser portada per la seva sogra Maria Lluïsa de Hessen-Kassel i pel duc Lluís Ernest de Brunsvic-Lüneburg.

## Títols
- Del 2 de novembre de 1709 al 27 de setembre de 1714: Sa Altesa Sereníssima la princesa reial de Hannover
- Del 27 de setembre de 1714 a l'11 de juny de 1727: SAR la princesa reial
- De l'11 de juny al 30 d'agost de 1727: SAR la princesa Anna
- Del 30 d'agost de 1727 al 25 de març de 1734: SAR la Princesa Reial
- Del 25 de març de 1734 al 22 d'octubre de 1751: SAR la princesa d'Orange
- Del 22 d'octubre de 1751 al 12 de gener de 1759: SAR la princesa regent de Frísia